# Nordic Formula 3 Masters Sezon 2010
Nordic Formula 3 Masters Sezon 2010 – siedemnasty i ostatni sezon mistrzostw Finlandii Formuły 3, a jedyny pod nazwą Nordic Formula 3 Masters.

## Kalendarz wyścigów
| Runda | Data        | Tor       | Pole position | Najszybsze okrążenie | Zwycięzca (kierowcy) | Zwycięzca (zespoły)     |
| ----- | ----------- | --------- | ------------- | -------------------- | -------------------- | ----------------------- |
| 1     | 14 maja     | Kemora    | Jari Koivisto | ?                    | Jani Tammi           | Oakra F3 Motorsport     |
| 2     | 15 maja     | Kemora    | Jari Koivisto | ?                    | Jani Tammi           | Oakra F3 Motorsport     |
| 3     | 11 czerwca  | Alastaro  | Kimmo Joutvuo | ?                    | Jari Koivisto        | Jari Koivisto F3 Racing |
| 4     | 12 czerwca  | Alastaro  | Kimmo Joutvuo | ?                    | Kimmo Joutvuo        | Rolling Rocks           |
| 5     | 9 lipca     | Audru     | Kimmo Joutvuo | ?                    | Raivo Tamm           | TT Racing Team          |
| 6     | 10 lipca    | Audru     | Kimmo Joutvuo | ?                    | Jani Tammi           | Oakra F3 Motorsport     |
| 7     | 10 września | Ahvenisto | ?             | ?                    | Kimmo Joutvuo        | Rolling Rocks           |
| 8     | 11 września | Ahvenisto | ?             | ?                    | Kimmo Joutvuo        | Rolling Rocks           |

## Klasyfikacja kierowców
| Legenda oznaczeń w tabelach wyników Wyświetl szablon na nowej stronie | Legenda oznaczeń w tabelach wyników Wyświetl szablon na nowej stronie                                                                     |
| Oznaczenie                                                            | Wyjaśnienie |
| --------------------------------------------------------------------- | --- |
| Złoty                                                                 | Zwycięzca lub mistrzostwo |
| Srebrny                                                               | 2. miejsce lub wicemistrzostwo |
| Brązowy                                                               | 3. miejsce lub II wicemistrzostwo |
| Zielony                                                               | Ukończył, punktował (w klasyfikacji generalnej, gdy zdobył co najmniej jeden punkt na przestrzeni sezonu, poza trzema powyższymi opcjami) |
| Niebieski                                                             | Ukończył, nie punktował (w klasyfikacji generalnej, gdy nie zdobył co najmniej jednego punktu na przestrzeni sezonu)                      |
| Czerwony                                                              | Nie zakwalifikował się (NZ) |
| Czerwony                                                              | Nie prekwalifikował się (NPK) |
| Różowy                                                                | Nie ukończył (NU) |
| Różowy                                                                | Niesklasyfikowany (NS) (w klasyfikacji generalnej, gdy nie został sklasyfikowany w żadnym wyścigu sezonu)                                 |
| Czarny                                                                | Zdyskwalifikowany (DK) |
| Czarny                                                                | Wykluczony (WYK/EX) |
| Biały                                                                 | Nie wystartował (NW) |
| Biały                                                                 | Kontuzjowany (K/INJ) |
| Biały                                                                 | Wyścig odwołany (OD/C) |
| Bez koloru                                                            | Został wycofany (WYC/WD) |
| Bez koloru                                                            | Nie przybył (NP/DNA) |
| Bez koloru                                                            | Nie brał udziału w treningach (NT/DNP) |
| Bez koloru                                                            | Nie został zgłoszony (–) |
| Pogrubienie                                                           | Start z pole position |
| Kursywa                                                               | Najszybsze okrążenie wyścigu |
| †                                                                     | Nie ukończył, ale jego rezultat został zaliczony ze względu na przejechanie więcej niż 90% dystansu wyścigu.                              |
| *                                                                     | Sezon w trakcie |
| 1/2/3                                                                 | Punktowana pozycja w sprincie kwalifikacyjnym                                                                                             |
| Lista systemów punktacji Formuły 1                                    | |

| Poz. | Kierowca        | Zespół                   | KEM | KEM | ALA | ALA | AUD | AUD | AHV | AHV | Punkty |
| ---- | --------------- | ------------------------ | --- | --- | --- | --- | --- | --- | --- | --- | ------ |
| 1    | Jani Tammi      | Oakra F3 Motorsport      | 1   | 1   | 2   | 2   | 2   | 1   | 2   | 2   | 175    |
| 2    | Jari Koivisto   | Jari Koivisto F3 Racing  | 3   | 2   | 1   | 6   | -   | -   | 3   | NU  | 87     |
| 3    | Risto Tonteri   | STH Motorservice Finland | NU  | 3   | 3   | 4   | 3   | 2   | NW  | NW  | 82     |
| 4    | Kimmo Joutvuo   | Rolling Rocks            | -   | -   | NU  | 1   | NW  | NU  | 1   | 1   | 75     |
| 5    | Timo Pitkäniemi | Nitro Motorsport         | -   | -   | 4   | 5   | -   | -   | 4   | 3   | 56     |
| 6    | Pekka Rinne     | Rinne Racing             | 2   | NU  | 5   | 3   | -   | -   | -   | -   | 48     |
| 7    | Raivo Tamm      | TT Racing Team           | -   | -   | -   | -   | 1   | 3   | -   | -   | 41     |